# كلود ويلش
كلود ويلش (بالإنجليزية: Claude Welch)‏ هو أكاديمي أمريكي، ولد في 10 مارس 1922، وتوفي في 6 نوفمبر 2009.